# 스레치코 카타네츠
스레치코 카타네츠(슬로베니아어: Srečko Katanec, 1963년 7월 16일 ~ )는 슬로베니아의 전직 축구 선수이자 축구 지도자로 선수 시절에는 센터백 겸 수비형 미드필더로 활약했으며 1984년 하계 올림픽 동메달리스트이기도 하다.
유고슬라비아 축구 국가대표팀에서 31경기에 출전했으며 UEFA 유로 1984, 1984년 하계 올림픽, 1988년 하계 올림픽, 1990년 FIFA 월드컵에 참가했다. 슬로베니아의 독립 이후에는 슬로베니아 축구 국가대표팀에서 5경기에 출전했다. FK 파르티잔 시절에는 팀의 유고슬라비아 1부 리그 우승에 기여했고 VfB 슈투트가르트 시절에는 팀의 1988-89년 UEFA컵 준우승에 기여했다. 삼프도리아 시절에는 팀의 세리에 A 우승, 코파 이탈리아 우승, UEFA 컵위너스컵 우승에 기여했고 1991-92년 유러피언컵에서는 팀의 준우승에 기여했다.
카타네츠는 벨기에·네덜란드에서 공동 개최된 UEFA 유로 2000, 대한민국·일본에서 공동 개최된 2002년 FIFA 월드컵 본선에 진출한 슬로베니아 축구 국가대표팀 감독을 맡기도 했다.

## 선수 경력
카타네츠는 7세 시절이던 1970년에 NK 류블랴나에서 축구를 시작했다. 1981년에 NK 올림피야 류블랴나에 입단했고 1985년에 GNK 디나모 자그레브에 입단하였다. 1986년에는 FK 파르티잔으로 이적했고 1986-87 시즌에서는 FK 파르티잔의 유고슬라비아 1부 리그 우승에 기여했다.
카타네츠는 1988년에 서독 분데스리가의 VfB 슈투트가르트로 이적했으나 1시즌만 뛰었다. VfB 슈투트가르트는 1988-89년 UEFA컵에서 결승전에 진출했으나 디에고 마라도나가 이끌던 나폴리에 패배했다. 1989년에는 이탈리아 세리에 A의 삼프도리아로 이적했고 팀의 1989-90년 유러피언컵위너스컵 우승에 기여했다. 1991년에는 삼프도리아의 세리에 A 우승을 이끌었다. 삼프도리아는 1991-92년 유러피언컵에서 결승전에 진출했지만 바르셀로나에 패배했다. 1994년에는 스벤예란 에릭손이 감독을 맡았던 삼프도리아의 코파 이탈리아에 기여하기도 했다.
카타네츠는 프랑스에서 열린 UEFA 유로 1984에서 유고슬라비아 축구 국가대표팀 선수로 출전했으며 1984년 로스앤젤레스 하계 올림픽에서 유고슬라비아의 동메달에 기여했다. 카타네츠는 1988년 서울 하계 올림픽에도 참가했으나 유고슬라비아는 조별 예선에서 탈락했다.
카타네츠는 1990년 FIFA 월드컵 유럽 지역 예선에서 성공적인 활약을 펼치면서 유고슬라비아의 본선 진출에 기여했다. 이탈리아에서 열린 1990년 FIFA 월드컵에서는 본선 5경기 가운데 3경기에 출전하면서 유고슬라비아의 8강전 진출에 기여했다. 이 경기는 카타네츠가 유고슬라비아 대표로 출전한 마지막 3경기였다. 카타네츠는 유고슬라비아 축구 국가대표팀에서 31경기에 출장하여 5골을 득점하였다.
카타네츠는 슬로베니아 축구 국가대표팀에서 5경기에 출전했지만 1994년 9월 7일에 열린 이탈리아와의 UEFA 유로 1996 예선 홈 경기를 마지막으로 국가대표팀에서 은퇴했다. 얼마 지나지 않아 삼프도리아와의 계약이 만료되면서 카타네츠는 선수 생활을 마무리하게 된다.

## 감독 경력
키타네츠는 1996년부터 1997년까지 슬로베니아 U-21 축구 국가대표팀의 드라고 코스타니셰크의 수석 코치를 지냈다. 1997년 12월에는 ND 고리차의 2년 6개월 동안의 감독 계약을 체결했다.
카타네츠는 1998년 7월에 슬로베니아 축구 국가대표팀 감독으로 임명되었다. 슬로베니아는 UEFA 유로 2000 예선 플레이오프에서 우크라이나를 누르고 본선에 진출했다. 슬로베니아는 벨기에·네덜란드에서 공동 개최된 UEFA 유로 2000 본선에서 유고슬라비아, 노르웨이와의 조별 예선 경기에서 무승부를 기록했으나 스페인과의 경기에서 패배하면서 탈락했다. 슬로베니아는 대한민국·일본에서 공동 개최된 2002년 FIFA 월드컵에도 진출했으나 스페인, 남아프리카 공화국, 파라과이와의 조별 예선 경기에서 모두 패배하면서 탈락했다. 카타네츠는 스페인과의 조별 예선 1차전 경기가 끝난 이후에 슬로베니아의 스타 선수였던 즐라트코 자호비치와의 갈등을 빚었다. 자호비치는 결국 슬로베니아로 귀국했고 카타네츠 감독도 대회가 끝난 이후에 사임하게 된다.
카타네츠는 2002년 11월 2일에 그리스의 축구 클럽인 올림피아코스의 신임 감독이 되었다. 그러나 올림피아코스가 기대 이하의 경기를 펼치면서 구단은 2003년 2월 7일에 부진한 경기력과 팀 내 분위기로 인해 카타네츠와의 감독 계약을 즉시 해지했다. 카타네츠는 2004년에 크로아티아 축구 국가대표팀 감독 후보로 올랐으나 즐라트코 크란차르가 그를 대신했다.
카타네츠는 2006년 2월 17일에 UEFA 유로 2008 예선을 앞두고 마케도니아 축구 국가대표팀 감독으로 임명되었다. 하지만 2010년 FIFA 월드컵 유럽 지역 예선에서 기복이 심한 경기력으로 인해 2009년 4월 6일에 사임했다. 2009년 6월 23일에는 아랍에미리트 축구 국가대표팀의 신임 감독으로 선임되었으나 2011년 9월 6일에 아랍에미리트가 쿠웨이트·레바논과의 2014년 FIFA 월드컵 아시아 지역 3차 예선 경기에서 2연패를 당하자 경질당했다. 카타네츠는 2012년 12월 31일에 슬로베니아 축구 협회의 2번째 국가대표팀 감독직 제의를 수락했고 2013년 1월 4일에 부임했다. 하지만 2017년 10월에 슬로베니아가 2018년 FIFA 월드컵 본선 진출에 실패한 책임을 지고 사임하게 된다.
카타네츠는 2018년 9월 4일에 이라크 축구 국가대표팀과 3년 계약을 체결했다. 이라크는 아랍에미리트에서 개최된 2019년 AFC 아시안컵에서 16강전에 진출했지만 이 대회의 우승 팀인 카타르에 0-1 패배를 기록하면서 탈락했다. 이라크는 2022년 FIFA 월드컵 아시아 지역 2차 예선에서 이란에 2-1 승리를 기록했을 정도로 2023년 AFC 아시안컵 본선 진출 자격을 획득했다. 하지만 6개월 동안에 걸친 연봉 미지급 문제로 인해 2021년 7월에 감독직에서 사임하게 된다. 2021년 8월에는 우즈베키스탄 축구 국가대표팀 감독으로 임명되었다. 우즈베키스탄은 2024년에 카타르에서 개최된 2023년 AFC 아시안컵에서 8강전에 진출했지만 이 대회의 우승 팀인 카타르에 승부차기 패배를 기록하면서 탈락했다. 그 뒤 2025년 1월에 건강 문제로 인하여 우즈베키스탄 축구 국가대표팀 감독직에서 사임하고 축구계에서 은퇴하기로 결정했다.

## 사생활
카타네츠는 류블랴나에서 크로아티아 메지무레주 출신의 크로아티아인 부모의 아들로 태어났다. 카타네츠에게는 스비트 올리베르, 이안 오스카르라는 2명의 아들이 있다.

## 성적
FK 파르티잔
- 유고슬라비아 1부 리그 1회 우승 (1986-87)

VfB 슈투트가르트
- UEFA컵(현재의 UEFA 유로파리그) 1회 준우승 (1988-89)

삼프도리아
- 세리에 A 1회 우승 (1990-91)
- 코파 이탈리아 1회 우승 (1993-94)
- 수페르코파 이탈리아나 1회 우승 (1991)
- UEFA 컵위너스컵 1회 우승 (1989-90)
- 유러피언컵(현재의 UEFA 챔피언스리그) 1회 준우승 (1991-92)